# Bescanviador de calor dinàmic de superfície gratada
Un bescanviador de calor dinàmic de superfície gratada (BCDSG) és un dispositiu dissenyat per intercanviar la màxima quantitat de calor per unitat d'àrea mitjançant la generació de tanta turbulència com sigui possible. Els BCDSG incorporen un mecanisme intern que periòdicament desenganxa el producte de la superfície de transferència de calor. El costat del producte es grata amb unes fulles adossades a una tija o marc mòbil. Les fulles es construeixen amb un material plàstic rígid per prevenir danys en la superfície gratada. Aquest material està aprovat per la FDA per a les aplicacions en la indústria alimentària. El rang d'aplicacions cobreix un cert nombre d'indústries, incloent l'alimentària, química, petroquímica i farmacèutica. Els BCDSGs són apropiats quan el producte és propens a l'embrutament o a la cristal·lització, molt viscós, amb partícules o sensible a la calor.
Les tecnologies més importants per la transferència de calor indirecta usen tubs (bescanviadors de carcassa i tubs) o superfícies planes (bescanviadors de plaques). El seu objectiu és intercanviar la màxima quantitat de calor per unitat d'àrea mitjançant la generació de tanta turbulència com sigui possible dins d'uns límits de potència de bombament donats. Algunes solucions típiques per aconseguir això consisteixen a corrugar els tubs o les plaques o estendre la seva superfície amb aletes.
No obstant això, aquestes tecnologies de conformació de la geometria, el càlcul del flux màssic òptim i altres factors relacionats amb la turbulència queden menyscabats quan apareix l'embrutament, obligant als dissenyadors a instal·lar superfícies de transferència de calor significativament més grans. Existeixen diversos tipus d'embrutament, incloent l'acumulació de partícules, precipitació (cristal·lització), sedimentació, generació de capes de gel, etc.
Un altre factor que dificulta la transferència de calor és la viscositat. Els fluids altament viscosos tendeixen a generar un flux laminar profund, que implica taxes de transferència de calor molt pobres i altes pèrdues de pressió requerint una potència de bombament considerable, que amb freqüència sobrepassa els límits de disseny del bescanviador. Aquest problema sol empitjorar en el processament de fluids no-newtonians.
Els bescanviadors de calor dinàmics de superfície gratada (BCDSG) s'han dissenyat per donar reposada als problemes a dalt esmentats. L'BCDSG incrementa la transferència de calor mitjançant:
- l'eliminació de les capes d'embrutament
- l'increment de la turbulència en cas de flux altament viscós
- la prevenció de la formació de gel i altres subproductes

## Tipus de bescanviadors de calor dinàmics de superfície gratada
Existeixen tres tipus bàsics d'BCDSGs segons la disposició de les fulles:
1. BCDSGs tubulars rotatoris. La tija s'instal·la paral·lel a l'eix del tub, no necessàriament coincident amb ell, i gira a diferents freqüències, des de poques rpm a més de 1.000 rpm. El nombre de fulles oscil·la entre 1 i 4 i pot aprofitar l'efecte de les forces centrífugues per gratar la superfície interna del tub. Com a exemples hi ha el Votator II de Waukesha Cherry-Burrell i el Contherm d'Alfa-Laval.
2. BCDSGs tubulars de vaivé. La tija s'instal·la concèntric amb el tub i es mou longitudinalment sense girar. La freqüència es troba entre 10 i 60 cicles per minut. Les fulles poden variar en nombre i forma, des de disposicions similars a un deflector a configuracions de disc perforat. Un exemple és l'Unicus d'HRS Heat Exchangers.
3. BCDSGs de plaques rotatoris. Les fulles freguen la superfície externa d'unes plaques circulars disposades en sèrie dins de la carcassa. El fluid que escalfa o refreda corre dins de les plaques. La freqüència és d'algunes desenes de rpm. Un exemple és l'HRS Sèrie Rotex.

## Avaluació de bescanviadors de calor dinàmics de superfície gratada
La dinàmica de fluids computacional (DFC) és l'eina estàndard per analitzar i avaluar bescanviadors de calor i altres equips industrials similars. No obstant això, amb el propòsit de realitzar càlculs ràpids, l'avaluació d'BCDSGs s'efectua usualment amb l'ajuda de correlacions (semi)empíriques ad hoc basades en el teorema Pi de Buckingham:
```
Fa = Fa(Re, Re', n, ...)
```

per a la pèrdua de pressió i
```
Nu = Nu(Re, Re', Pr, Fa, L/D, N, ...)
```

per a la transferència de calor, on Nu és el nombre de Nusselt, Re és el nombre de Reynolds estàndard basat en el diàmetre intern del tub, Re és el nombre de Reynolds específic basat en la freqüència de gratat, Pr és el nombre de Prandtl, Fa és el factor de fricció de Fanning, L és la longitud del tub, D és el diàmetre intern del tub, n és el nombre de fulles i els punts suspensius es refereixen a qualsevol altre paràmetre adimensional rellevant.